# Бурук
Буру́к — село в Куйтунском районе Иркутской области России. Входит в Барлукское муниципальное образование.

## География
Находится в 12 км к западу от центра сельского поселения, села Барлук, в 23 км к северо-востоку от районного центра, пгт Куйтун.

## История
Основано в 1900 году.
Согласно переписи населения СССР 1926 года посёлок, где насчитывалось 223 хозяйства, 1193 жителя (586 мужчин и 607 женщин), в основном, украинцы.
На 1929 год Бурук являлся центром сельсовета, функционировали администрация сельсовета, школа, лавка.

## Население
| 2002 | 2010 | 2011 | 2012 |
| ---- | ---- | ---- | ---- |
| 495  | ↘369 | ↘367 | ↘355 |

По данным Всероссийской переписи, в 2010 году в селе проживало 369 человек (183 мужчины и 186 женщин).

## Топонимика
Название Бурук, вероятно, происходит от эвенкийского буру — водоворот, имеющего соответствие и в якутском языке (бурулҕан).